# وجدي الأهدل
وجدي الأهدل (ولد في 16 فبراير 1973)، روائي، كاتب قصة قصيرة، وكاتب مسرحي، وسيناريست يمني. ولد في محافظة الحديدة، درس مرحلته الثانوية في مدرسة الكويت، وحصل على بكالوريوس من كلية الآداب في تخصص الجغرافيا من جامعة صنعاء. كتب وجدي خمس روايات، وسبع مجموعات قصصية، ومسرحية واحدة، ونصيْ سيناريو فيلم.

## سيرة حياته
بدأ وجدي الأهدل الكتابة في عام 1990 وكان أول أعماله رواية تاريخية بعنوان الومضات الأخيرة في سبأ وقد نشرت على شكل حلقات في جريدة الثقافة ولم يُعِد نشرها. بدأ بالظهور ونشر أعماله الأدبية في الصحف والمجلات في عام 1995، اختير كأفضل قاص يمني في الاستفتاء الثقافي السنوي الذي أجرته صحيفة الجمهورية في الأعوام 1997، 1998، 1999، في 2002 صدرت روايته الأولى قوارب جبلية، التي نالت قدرًا كبيرًا من الجدل في اليمن، وتم بعدها مصادرة الكتاب، وأغلق مركز عبادي للدراسات والنشر الذي صدرت عنه الرواية، وأحيل الكاتب إلى النيابة العامة للتحقيق معه، وبسبب حملة إعلامية غير مسبوقة وتهديدات من المحافظين المتطرفين، اضطر الكاتب لمغادرة البلاد بتاريخ 27/مايو/2002، ثم استمرت محاكمته غيابياً، وكذلك محاكمة الناشر نبيل عبادي، حين غادر الكاتب البلاد أمضى حوالي ستة أشهر في سوريا قبل أن يعود إلى اليمن عن طريق تواسط الروائي الحائز على جائزة نوبل للآداب الألماني غونتر غراس لدى الرئيس اليمني، وطالب بعودة الروائي وإسقاط الدعوى القضائية المرفوعة ضده، وقد استجاب رئيس الجمهورية وقتها علي عبدالله صالح لوساطة غونتر غراس، وأمر بإغلاق ملف القضية والسماح للكاتب بالعودة إلى وطنه عام 14/ديسمبر/2002 . يعمل منذ تلك اللحظة إلى الآن كموظف لدى وزارة الثقافة اليمنية، ويرأس أيضًا مديرًا تحريريًّا لمجلة الثقافة.
تم ترشيح رواية فيلسوف الكرنتينة للجائزة العالمية للرواية العربية في عام 2008. في عام 2009 تم اختيار الأهدل في بيروت39 وهي جائزة تُعطى سنويا للكُتّاب العرب من هم دون سن الـ39 عاما من خلال مسابقة تنظمها مجلة بانيبال ومهرجان هاي. كما تم اختياره من قبل الجائزة العالمية للرواية العربية (البوكر) ليكون واحدا من المشاركين السبعة في ورشة عمل عنوانها (الندوة).

## أعماله الأدبية
أعماله الأدبية منذ 1997 وحتى عام 2024.

### روايات
- قوارب جبلية، مركز عبادي، صنعاء، 2002. الطبعة الثانية: رياض الريس، بيروت، 2002.
- حمار بين الأغاني، رياض الريس، بيروت، 2004. الطبعة الثانية: الهيئة العامة لقصور الثقافة، القاهرة، 2011.الطبعة الثالثة: دار نينوى، سوريا، 2019
- فيلسوف الكرنتينة، مركز عبادي، صنعاء، 2007. الطبعة الثانية: دار كيكا، لندن، 2014.
- بلاد بلا سماء، مركز عبادي، صنعاء، 2008. الطبعة الثانية: دار التنوير، بيروت، 2012.
- أرض المؤامرات السعيدة، دار هاشيت انطوان-نوفل، بيروت، 2018.
- السماء تدخن السجائر، دار نوفل، بيروت، 2024[3]

### قصص
- زهرة العابر، مركز عبادي، صنعاء، 1997.
- صورة البطال، دار أزمنة، عمّان، 1998.
- رطانة الزمن المقماق، الهيئة العامة للكتاب، صنعاء، 1998.
- حرب لم يعلم بوقوعها أحد، مركز عبادي، صنعاء، 2001.
- ناس شارع المطاعم، مؤسسة أروقة للترجمة والدراسات والنشر، القاهرة، 2017.
- وادي الضجوج، الأمانة العامة لجائزة الدولة للشباب، صنعاء، 2017.
- التعبئة، مجموعة قصصية، دار هاشيت أنطوان- نوفل، بيروت، 2020.

### سيناريو فيلم
- الأغنية المسحورة، مركز عبادي، صنعاء، 2006.
- الشاعر، مركز عبادي، صنعاء، 2012.[4]

### مسرحية
- السقوط من شرفة العالم، مركز عبادي، صنعاء، 2007.

### كـتـب
- اخرج يدك من جيبك واكتب سيناريو (مبادئ كتابة السيناريو)، دار عناوين بوكس ودار نقش، اليمن، 2021

## الجوائز الأدبية
1. جائزة العفيف الثقافية في مجال القصة القصيرة، عام 1997.
2. المركز الأول في مجال التأليف المسرحي في مهرجان الشباب العربي التاسع بالإسكندرية عن مسرحية زفاف العقيد، عام 1998.
3. جائزة رئيس الجمهورية للشباب في مجال القصة القصيرة 1999.
4. وصلت روايته فيلسوف الكرنتينة إلى القائمة الطويلة في جائزة البوكر للرواية العربية في دورتها الأولى، عام 2007.
5. شهادة تدريب في الإخراج والسيناريو والحوار من المركز العربي للتدريب الإذاعي والتلفزيوني بدمشق، 2009.
6. اختير ضمن أفضل 39 كاتباً عربياً تحت سن الأربعين في مشروع بيروت 39 الذي نظمته مؤسسة Hay Festival-هاي فيستفال للآداب، عام 2009.
7. حصل على منحة إقامة إبداعية في الولايات المتحدة الأمريكية لمدة أربعين يوماً في مركز فيتوشا الثقافي (Vitosha Cultural Center) بولاية ميشيغان، وذلك خلال الفترة (20 يوليو – 30 أغسطس عام 2012).
8. وصلت روايته أرض المؤامرات السعيدة إلى القائمة الطويلة لجائزة الشيخ زايد للكتاب فرع الآداب، عام 2018.

أعمال للأهدل مترجمة إلى لغات أجنبية:
- 1- صدرت عن دار نشر (Poiesis) في باري الترجمة الإيطالية لروايته «حمار بين الأغاني» وقام بالترجمة المستعرب الإيطالي (فرانشيسكو دي انجيلوس) مايو 2010. 2- صدرت عن دار نشر (bachari) في باريس الترجمة الفرنسية لروايته «قوارب جبلية» التي ترجمتها المستعربة (سارة رولفو)، يناير 2011. 3- صدرت عن دار نشر (garnet) في لندن الترجمة الإنجليزية لروايته «بلاد بلا سماء» التي ترجمها د. (وليم ماينارد هتشينز)، سبتمبر 2012.[5]